# Alexis-Bruno-Étienne de Vassé
Alexis-Bruno-Étienne, marquis de Vassé (20 avril 1753 à Clion - 27 mai 1820 à Paris), est un général et homme politique français.

## Biographie
Il est le fils de Jacques-Armand, marquis de Vassé, maréchal de camp, colonel au régiment de Picardie, vidame du Mans, et de Louise-Madeleine de Courtavel. Ses parents étant cousins-germains, il est, deux fois, l'arrière petit-fils de Jacques Louis de Beringhen, marquis de Beringhen.  
Il suit une carrière militaire, dans laquelle il débute en 1768 comme volontaire au régiment de Navarre. 
en 1770, il est fait sous-lieutenant, puis promu en 1773 capitaine de cavalerie.
En 1779, il est nommé gouverneur de Rennes, puis en 1784 mestre de camp, commandant au régiment Dauphin-cavalerie. En 1785, il est fait chevalier de Saint-Louis et vidame du Mans.
En 1787, il est membre de la commission intermédiaire du Maine, procureur de Monsieur, comte du Maine, à l'assemblée provinciale, et membre de l'assemblée générale des trois provinces de la généralité de Tours. En mars 1789, il est l'un des commissaires rédacteurs du cahier de doléances de la noblesse.
Le 28 mars 1789, il est élu député de la noblesse aux États généraux par la sénéchaussée du Maine. Il y siège avec son beau-frère, Faret de Fournès. 
Son mandat lui impose le vote par ordre et il proteste contre la réunion des trois ordres, le 30 juin 1789. Retournant au Mans avec son collègue Montesson pour y obtenir de nouveaux pouvoirs de leurs commettants,  ils sont agressés par des habitants de Savigné l'Evêque. Ils parviennent à leur échapper, mais préfèrent se mettre en sécurité en émigrant l'un et l'autre.
Il obtient un congé le 15 octobre 1789 et, avec Montesson, dont le frère a été massacré entretemps par des révolutionnaires, rallie l'armée des princes. Il sert dans l'armée de Condé, où il reçoit le grade de maréchal de camp en 1797. Proche de la Maison de Condé, il est premier gentilhomme de la chambre et adjudant général du duc d'Enghien et premier écuyer du prince de Condé. Son régiment est incorporé dans celui des dragons d'Enghien.
Il fonde à Minden (Saxe) une teinturerie en soie avec Marie-André-Paul-Louis du Verdier de Genouillac et son épouse, Julie-Lucie de Bégasson, ainsi que leur femme de chambre. Il séjourne ensuite en Bohème, en Autriche puis en Angleterre et ne regagne la France qu'à la première Restauration, au printemps 1814. 
Louis XVIII le promeut maréchal de camp, le 27 juillet 1814, puis lieutenant-général au mois de septembre suivant. 
En 1816, il est admis à la retraite ; en 1817, il est fait commandeur de l'ordre de Saint-Louis et aide de camp honoraire du Prince de Condé.

### Distinctions
- chevalier (1785) puis commandeur (1817) de l'ordre royal et militaire de Saint-Louis

### Mariage et descendance
Il épouse à Ruffec le 8 novembre 1779 Louise de Broglie (Paris, paroisse Saint Sulpice, 25 août 1760 - Paris, 21 octobre 1827), fille de Charles François de Broglie, marquis de Ruffec, lieutenant-général des armées du Roi, chevalier de ses ordres, et de la princesse Louise de Montmorency. Dont trois enfants :
- Jules de Vassé (Paris, paroisse Saint Sulpice, 20 avril 1780 - Ivry sur Seine, 22 mai 1844), non marié ;
- Eugénie de Vassé (Paris, paroisse Saint Sulpice, 21 octobre 1781 - Namur,  Belgique, 8 février 1847), mariée en 1802 avec Charles Lydewine Marie de Croix, marquis de Croix (1760-1832), député aux Etats-généraux de 1789, sénateur, pair de France, dont postérité ;
- Armande de Vassé (Paris, paroisse Saint Sulpice, 26 décembre 1783 - château de Caderousse, 24 septembre 1829, mariée en 1805 avec Emmanuel de Gramont, duc de Caderousse (1783-1841), pair de France, dont postérité éteinte.

### Source
- « Alexis-Bruno-Étienne de Vassé », dans Adolphe Robert et Gaston Cougny, Dictionnaire des parlementaires français, Edgar Bourloton, 1889-1891 [détail de l’édition] [texte sur Sycomore]